# Wells River
Wells River – wieś w Stanach Zjednoczonych, w stanie Vermont, w hrabstwie Orange.